# Spielvereinigung Unterhaching 2005-2006
Questa voce raccoglie le informazioni riguardanti la Spielvereinigung Unterhaching nelle competizioni ufficiali della stagione 2005-2006.

## Stagione
Nella stagione 2005-2006 l'Unterhaching, allenato da Harry Deutinger, concluse il campionato di 2. Bundesliga al 14º posto. In Coppa di Germania l'Unterhaching fu eliminato agli ottavi di finale dall'Arminia Bielefeld.

## Rosa
| N. |                                | Ruolo | Calciatore           |
| -- | ------------------------------ | ----- | -------------------- |
| 1  | Germania (bandiera)            | P     | Philipp Heerwagen    |
| 2  | Germania (bandiera)            | C     | Carsten Sträßer      |
| 4  | Germania (bandiera)            | D     | Ralf Bucher          |
| 6  | Germania (bandiera)            | D     | Stefan Frühbeis      |
| 7  | Francia (bandiera)             | D     | Bruno Custos         |
| 8  | Serbia e Montenegro (bandiera) | C     | Miroslav Stević      |
| 9  | Germania (bandiera)            | A     | Christoph Teinert    |
| 10 | Senegal (bandiera)             | A     | Babacar N'Diaye      |
| 11 | Germania (bandiera)            | A     | Silvio Adzic         |
| 12 | Slovenia (bandiera)            | P     | Ermin Hasič          |
| 16 | Nigeria (bandiera)             | D     | Darlington Omodiagbe |
| 17 | Germania (bandiera)            | C     | Paul Thomik          |
| 18 | Germania (bandiera)            | A     | Andreas Fischer      |

| N. |                     | Ruolo | Calciatore         |
| -- | ------------------- | ----- | ------------------ |
| 19 | Germania (bandiera) | C     | Stefan Buck        |
| 20 | Germania (bandiera) | C     | Thomas Sobotzik    |
| 21 | Germania (bandiera) | C     | Christian Holzer   |
| 22 | Croazia (bandiera)  | D     | Ivica Majstorović  |
| 23 | Germania (bandiera) | D     | Nicolas Feldhahn   |
| 24 | Germania (bandiera) | A     | Robert Lechleiter  |
| 25 | Germania (bandiera) | P     | Marcus Stolzenberg |
| 27 | Germania (bandiera) | D     | Florian Hörnig     |
| 28 | Slovenia (bandiera) | C     | Rajko Tavčar       |
| 29 | Germania (bandiera) | D     | Kai Oswald         |
| 30 | Germania (bandiera) | C     | Patrick Ghigani    |
| 33 | Germania (bandiera) | A     | Nico Frommer       |

## Organigramma societario
Area tecnica
- Allenatore: Harry Deutinger
- Allenatore in seconda: Ralph Hasenhüttl
- Preparatore dei portieri: Rainer Berg
- Preparatori atletici:

## Calciomercato

### Sessione estiva
| Acquisti | Acquisti          | Acquisti                | Acquisti |
| R.       | Nome              | da                      | Modalità |
| -------- | ----------------- | ----------------------- | -------- |
| C        | Stefan Buck       | Bayern Monaco II        |          |
| D        | Nicolas Feldhahn  | Unterhaching (juniores) |          |
| A        | Andreas Fischer   | Bayreuth                |          |
| D        | Stefan Frühbeis   | Monaco 1860             |          |
| C        | Patrick Ghigani   | Stade Tunisien          |          |
| D        | Florian Hörnig    | Unterhaching (juniores) |          |
| A        | Marijo Marić      | Eintracht Treviri       |          |
| A        | Babacar N'Diaye   | LR Ahlen                |          |
| A        | Christoph Teinert | Magonza                 |          |
| C        | Paul Thomik       | Bayern Monaco II        |          |

| Cessioni | Cessioni                    | Cessioni              | Cessioni |
| R.       | Nome                        | da                    | Modalità |
| -------- | --------------------------- | --------------------- | -------- |
| C        | Charles Akonnor             | Horsens               |          |
| A        | İbrahim Aydemir             | Sivasspor             |          |
| C        | Barbaros Barut              | Greuther Fürth        |          |
| C        | Francisco Copado            | Eintracht Francoforte |          |
| C        | Elton da Costa              | Augusta               |          |
| D        | Dominik Haas                | Rosenheim 1860        |          |
| D        | Norman Loose                | Erzgebirge Aue        |          |
| C        | Goran Šukalo                | Alemannia Aquisgrana  |          |
| A        | Angelo Vaccaro              | Augusta               |          |
| A        | Marcel von Walsleben-Schied | Hansa Rostock         |          |
| C        | Matthias Zimmermann         | Bayern Monaco II      |          |

### Sessione invernale
| Acquisti | Acquisti         | Acquisti              | Acquisti |
| R.       | Nome             | da                    | Modalità |
| -------- | ---------------- | --------------------- | -------- |
| D        | Kai Oswald       | Karlsruhe             |          |
| A        | Nico Frommer     | Eintracht Francoforte |          |
| C        | Christian Holzer | Monaco 1860           |          |

| Cessioni | Cessioni     | Cessioni | Cessioni |
| R.       | Nome         | da       | Modalità |
| -------- | ------------ | -------- | -------- |
| A        | Marijo Marić | Aalen    |          |
| D        | Necat Aygün  | Duisburg |          |

## Risultati

### 2. Bundesliga

#### Girone di andata
| Arbitro: | Schriever |

|                                   |           |  |
| N'Diaye 22’ Aygün 63’ Teinert 80’ | Marcatori |  |

| Arbitro: | Schempershauwe |

|                                               |           |  |
| Lintjens 35’ Bettenstaedt 49’, 81’ Bogusz 55’ | Marcatori |  |

| Arbitro: | Schößling |

|             |           |                            |
| Teinert 45’ | Marcatori | 55’ Schlaudraff 73’ Rösler |

| Arbitro: | Stachowiak |

|            |           |          |
| Herzig 66’ | Marcatori | 41’ Buck |

| Arbitro: | Schmidt |

|             |           |              |
| Teinert 79’ | Marcatori | 4’ Juskowiak |

| Arbitro: | Dingert |

|              |           |  |
| Eggimann 15’ | Marcatori |  |

| Arbitro: | Lupp |

|                             |           |                  |
| Sanou 32’, 78’ Iashvili 57’ | Marcatori | 13’, 45’ N'Diaye |

| Arbitro: | Fischer |

|  |           |           |
|  | Marcatori | 1’ Benčík |

| Arbitro: | Kempter |

|                    |           |  |
| Kioyo 32’ Radu 54’ | Marcatori |  |

| Arbitro: | Henschel |

|               |           |  |
| Aygün 2’, 35’ | Marcatori |  |

| Arbitro: | Brombacher |

|                                              |           |               |
| von Walsleben-Schied 13’, 54’ Prica 73’, 79’ | Marcatori | 28’, 52’ Buck |

| Arbitro: | Gräfe |

|                                                   |           |           |
| Ghigani 46’ Teinert 53’ Lechleiter 63’ Thomik 76’ | Marcatori | 86’ Fuchs |

| Arbitro: | Winkmann |

|                                  |           |                             |
| Omodiagbe 16’ (aut.) Kennedy 23’ | Marcatori | 9’, 65’ Teinert 45’ Sträßer |

| Arbitro: | Pickel |

|                       |           |  |
| N'Diaye 28’ Adzic 90’ | Marcatori |  |

| Arbitro: | Lupp |

|                |           |                                           |
| Kolomazník 53’ | Marcatori | 13’, 75’ Aygün 41’ Frühbeis 70’ Omodiagbe |

| Arbitro: | Kuhl |

|             |           |  |
| Teinert 37’ | Marcatori |  |

| Arbitro: | Anklam |

|           |           |  |
| Grote 88’ | Marcatori |  |

#### Girone di ritorno
| Arbitro: | Rafati |

|              |           |                     |
| Schüßler 54’ | Marcatori | 87’ (aut.) Bollmann |

| Arbitro: | Seemann |

|                        |           |            |
| Teinert 30’ Holzer 86’ | Marcatori | 11’ Németh |

| Arbitro: | Winkmann |

|                       |           |  |
| Reghecampf 58’ (rig.) | Marcatori |  |

| Arbitro: | Frank |

|             |           |            |
| Sträßer 40’ | Marcatori | 24’ Krejčí |

| Arbitro: | Stachowiak |

|  |           |                 |
|  | Marcatori | 45’ (rig.) Buck |

| Arbitro: | Henschel |

|                                                     |           |              |
| Buck 8’ (rig.) Omodiagbe 27’ Thomik 30’ Ghigani 49’ | Marcatori | 50’ Federico |

| Arbitro: | Grudzinski |

|                                             |           |                                       |
| Hadji 2’ Amri 11’ Benčík 30’, 68’ Jäger 70’ | Marcatori | 35’ Ghigani 75’ Omodiagbe 89’ Frommer |

| Arbitro: | Welz |

|             |           |  |
| N'Diaye 86’ | Marcatori |  |

| Arbitro: | Walz |

|  |           |                         |
|  | Marcatori | 23’ Jungnickel 49’ Radu |

| Arbitro: | Pickel |

|          |           |  |
| Book 55’ | Marcatori |  |

| Arbitro: | Schößling |

|  |           |          |
|  | Marcatori | 33’ Kern |

| Arbitro: | Kuhl |

|                       |           |  |
| Eigler 6’ Hilbert 36’ | Marcatori |  |

| Arbitro: | Wagner |

|          |           |             |
| Buck 50’ | Marcatori | 41’ Vorbeck |

| Arbitro: | Kinhöfer |

|                                            |           |              |
| Türker 36’ (rig.) Dorn 45’, 61’ Sieger 52’ | Marcatori | 4’ Omodiagbe |

| Arbitro: | Rafati |

|            |           |  |
| Oswald 54’ | Marcatori |  |

| Arbitro: | Drees |

|                              |           |  |
| Bick 27’ Rische 73’ Graf 80’ | Marcatori |  |

| Unterhaching 14 maggio 2006, ore 15:00 CEST 34ª giornata | Unterhaching | 0 – 0 referto | Bochum | Generali Sportpark (7 000 spett.)\| Arbitro: \| Weiner \| |
| Arbitro:                                                 | Weiner       |               |        |                                                           |

### Coppa di Germania
| Arbitro: | Gagelmann |

|  |           |                        |
|  | Marcatori | 50’ Marić 87’ Sobotzik |

| Arbitro: | Welz |

|                          |           |           |
| Teinert 75’ N'Diaye 115’ | Marcatori | 56’ Hadji |

| Arbitro: | Schößling |

|                       |           |  |
| Borges 7’ Đalović 26’ | Marcatori |  |

## Statistiche

### Statistiche di squadra
| Competizione      | Punti | In casa | In casa | In casa | In casa | In casa | In casa | In trasferta | In trasferta | In trasferta | In trasferta | In trasferta | In trasferta | Totale | Totale | Totale | Totale | Totale | Totale | DR |
| Competizione      | Punti | G       | V       | N       | P       | Gf      | Gs      | G            | V            | N            | P            | Gf           | Gs           | G      | V      | N      | P      | Gf     | Gs     | DR |
| ----------------- | ----- | ------- | ------- | ------- | ------- | ------- | ------- | ------------ | ------------ | ------------ | ------------ | ------------ | ------------ | ------ | ------ | ------ | ------ | ------ | ------ | -- |
| 2. Bundesliga     | 42    | 17      | 9       | 4       | 4       | 24      | 12      | 17           | 3            | 2            | 12           | 18           | 36           | 34     | 12     | 6      | 16     | 42     | 48     | -6 |
| Coppa di Germania | -     | 1       | 1       | 0       | 0       | 2       | 1       | 2            | 1            | 0            | 1            | 2            | 2            | 3      | 2      | 0      | 1      | 4      | 3      | +1 |
| Totale            | 42    | 18      | 10      | 4       | 4       | 26      | 13      | 19           | 4            | 2            | 13           | 20           | 38           | 37     | 14     | 6      | 17     | 46     | 51     | -5 |

### Andamento in campionato
| Giornata  | 1 | 2  | 3  | 4  | 5  | 6  | 7  | 8  | 9  | 10 | 11 | 12 | 13 | 14 | 15 | 16 | 17 | 18 | 19 | 20 | 21 | 22 | 23 | 24 | 25 | 26 | 27 | 28 | 29 | 30 | 31 | 32 | 33 | 34 |
| --------- | - | -- | -- | -- | -- | -- | -- | -- | -- | -- | -- | -- | -- | -- | -- | -- | -- | -- | -- | -- | -- | -- | -- | -- | -- | -- | -- | -- | -- | -- | -- | -- | -- | -- |
| Luogo     | C | T  | C  | T  | C  | T  | T  | C  | T  | C  | T  | C  | T  | C  | T  | C  | T  | T  | C  | T  | C  | T  | C  | T  | C  | C  | T  | C  | T  | C  | T  | C  | T  | C  |
| Risultato | V | P  | P  | N  | N  | P  | P  | P  | P  | V  | P  | V  | V  | V  | V  | V  | P  | N  | V  | P  | N  | V  | V  | P  | V  | P  | P  | P  | P  | N  | P  | V  | P  | N  |
| Posizione | 2 | 13 | 15 | 15 | 14 | 15 | 16 | 16 | 16 | 16 | 16 | 15 | 14 | 14 | 12 | 11 | 12 | 11 | 10 | 11 | 10 | 10 | 9  | 7  | 8  | 8  | 9  | 11 | 11 | 12 | 13 | 11 | 14 | 14 |

Legenda:

Luogo: C = Casa; T = Trasferta. Risultato: V = Vittoria; N = Pareggio; P = Sconfitta.

### Statistiche dei giocatori
| Giocatore      | 2. Bundesliga | 2. Bundesliga | 2. Bundesliga | 2. Bundesliga | Coppa di Germania | Coppa di Germania | Coppa di Germania | Coppa di Germania | Totale   | Totale | Totale      | Totale     |
| Giocatore      | Presenze      | Reti          | Ammonizioni   | Espulsioni    | Presenze          | Reti              | Ammonizioni       | Espulsioni        | Presenze | Reti   | Ammonizioni | Espulsioni |
| -------------- | ------------- | ------------- | ------------- | ------------- | ----------------- | ----------------- | ----------------- | ----------------- | -------- | ------ | ----------- | ---------- |
| S. Adzic       | 13            | 1             | 2             | 0             | 0                 | 0                 | 0                 | 0                 | 13       | 1      | 2           | 0          |
| N. Aygün       | 15            | 5             | 3             | 0             | 2                 | 0                 | 1                 | 1                 | 17       | 5      | 4           | 1          |
| R. Bucher      | 11            | 0             | 1             | 0             | 1                 | 0                 | 0                 | 0                 | 12       | 0      | 1           | 0          |
| S. Buck        | 32            | 6             | 3             | 0             | 3                 | 0                 | 1                 | 0                 | 35       | 6      | 4           | 0          |
| B. Custos      | 10            | 0             | 1             | 0             | 1                 | 0                 | 0                 | 0                 | 11       | 0      | 1           | 0          |
| N. Feldhahn    | 1             | 0             | 0             | 0             | 1                 | 0                 | 0                 | 0                 | 2        | 0      | 0           | 0          |
| A. Fischer     | 0             | 0             | 0             | 0             | 0                 | 0                 | 0                 | 0                 | 0        | 0      | 0           | 0          |
| N. Frommer     | 10            | 1             | 0             | 0             | 0                 | 0                 | 0                 | 0                 | 10       | 1      | 0           | 0          |
| S. Frühbeis    | 25            | 1             | 4             | 1             | 3                 | 0                 | 2                 | 0                 | 28       | 1      | 6           | 1          |
| P. Ghigani     | 29            | 3             | 8             | 0             | 3                 | 0                 | 1                 | 0                 | 32       | 3      | 9           | 0          |
| E. Hasič       | 2             | 0             | 0             | 0             | 0                 | 0                 | 0                 | 0                 | 2        | 0      | 0           | 0          |
| P. Heerwagen   | 33            | 0             | 0             | 0             | 3                 | 0                 | 0                 | 0                 | 36       | 0      | 0           | 0          |
| C. Holzer      | 11            | 1             | 1             | 0             | 0                 | 0                 | 0                 | 0                 | 11       | 1      | 1           | 0          |
| F. Hörnig      | 3             | 0             | 0             | 0             | 1                 | 0                 | 0                 | 0                 | 4        | 0      | 0           | 0          |
| R. Lechleiter  | 26            | 1             | 1             | 0             | 2                 | 0                 | 0                 | 0                 | 28       | 1      | 1           | 0          |
| I. Majstorović | 17            | 0             | 1             | 0             | 0                 | 0                 | 0                 | 0                 | 17       | 0      | 1           | 0          |
| M. Marić       | 11            | 0             | 0             | 0             | 2                 | 1                 | 0                 | 0                 | 13       | 1      | 0           | 0          |
| B. N'Diaye     | 33            | 5             | 3             | 0             | 3                 | 1                 | 1                 | 0                 | 36       | 6      | 4           | 0          |
| D. Omodiagbe   | 31            | 4             | 3             | 1             | 2                 | 0                 | 0                 | 0                 | 33       | 4      | 3           | 1          |
| K. Oswald      | 11            | 1             | 0             | 0             | 0                 | 0                 | 0                 | 0                 | 11       | 1      | 0           | 0          |
| T. Sobotzik    | 30            | 0             | 9             | 0             | 3                 | 1                 | 0                 | 0                 | 33       | 1      | 9           | 0          |
| M. Stević      | 8             | 0             | 0             | 0             | 2                 | 0                 | 0                 | 0                 | 10       | 0      | 0           | 0          |
| M. Stolzenberg | 0             | 0             | 0             | 0             | 0                 | 0                 | 0                 | 0                 | 0        | 0      | 0           | 0          |
| C. Sträßer     | 31            | 2             | 1             | 0             | 2                 | 0                 | 0                 | 0                 | 33       | 2      | 1           | 0          |
| R. Tavčar      | 22            | 0             | 5             | 1             | 3                 | 0                 | 0                 | 0                 | 25       | 0      | 5           | 1          |
| C. Teinert     | 31            | 8             | 11            | 0             | 3                 | 1                 | 0                 | 0                 | 34       | 9      | 11          | 0          |
| P. Thomik      | 27            | 2             | 2             | 0             | 1                 | 0                 | 0                 | 0                 | 28       | 2      | 2           | 0          |